# Argentína megyéinek és partidóinak listája

Argentína megyéi és partidói

Argentína területe 23 tartományra, azon belül 378 megyére, illetve 135 partidóra van osztva. A 23 tartományt Buenos Aires tartomány kivételével megyékre, míg Buenos Aires tartományt a megyékkel egy szintű partidókra osztották.

## A megyék és partidók listája
| Név                           | Megye vagy partido? | Tartomány           | Székhely                            | Terület (km²) | Lakosság (2010) |
| ----------------------------- | ------------------- | ------------------- | ----------------------------------- | ------------- | --------------- |
| Adolfo Alsina                 | megye               | Río Negro           | Viedma                              | 8813          | 57 678          |
| Adolfo Alsina                 | partido             | Buenos Aires        | Carhué                              | 5878          | 17 072          |
| Adolfo Gonzales Chaves        | partido             | Buenos Aires        | Adolfo Gonzales Chaves              | 3859          | 12 047          |
| Aguirre                       | megye               | Santiago del Estero | Pinto                               | 3692          | 7610            |
| Albardón                      | megye               | San Juan            | General San Martín                  | 945           | 23 888          |
| Alberdi                       | megye               | Santiago del Estero | Campo Gallo                         | 13 507        | 17 252          |
| Alberti                       | partido             | Buenos Aires        | Alberti                             | 1130          | 10 654          |
| Almirante Brown               | megye               | Chaco               | Pampa del Infierno                  | 17 276        | 34 075          |
| Almirante Brown               | partido             | Buenos Aires        | Adrogué                             | 129           | 552 902         |
| Aluminé                       | megye               | Neuquén             | Aluminé                             | 4738          | 8306            |
| Ambato                        | megye               | Catamarca           | La Puerta                           | 1979          | 4463            |
| Ancasti                       | megye               | Catamarca           | Ancasti                             | 2412          | 2917            |
| Andalgalá                     | megye               | Catamarca           | Andalgalá                           | 4497          | 18 132          |
| Añelo                         | megye               | Neuquén             | Añelo                               | 12 036        | 10 786          |
| Angaco                        | megye               | San Juan            | Villa del Salvador                  | 1865          | 8125            |
| Anta                          | megye               | Salta               | Joaquín V. González                 | 21 945        | 57 411          |
| Antártida Argentina           | megye               | Tűzföld             | -                                   | 965 597       | 190             |
| Antofagasta de la Sierra      | megye               | Catamarca           | Antofagasta de la Sierra            | 28 097        | 1436            |
| Apóstoles                     | megye               | Misiones            | Apóstoles                           | 1068          | 42 249          |
| Arauco                        | megye               | La Rioja            | Aimogasta                           | 1992          | 15 418          |
| Arrecifes                     | partido             | Buenos Aires        | Arrecifes                           | 1241          | 29 044          |
| Atamisqui                     | megye               | Santiago del Estero | Villa Atamisqui                     | 2259          | 10 923          |
| Atreucó                       | megye               | La Pampa            | Macachín                            | 3580          | 10 153          |
| Avellaneda                    | megye               | Río Negro           | Choele Choel                        | 20 379        | 35 323          |
| Avellaneda                    | megye               | Santiago del Estero | Herrera                             | 3902          | 20 763          |
| Avellaneda                    | partido             | Buenos Aires        | Avellaneda                          | 54            | 342 677         |
| Ayacucho                      | megye               | San Luis            | San Francisco del Monte de Oro      | 9681          | 19 087          |
| Ayacucho                      | partido             | Buenos Aires        | Ayacucho                            | 6749          | 20 337          |
| Azul                          | partido             | Buenos Aires        | Azul                                | 6615          | 65 280          |
| Bahía Blanca                  | partido             | Buenos Aires        | Bahía Blanca                        | 2247          | 301 572         |
| Balcarce                      | partido             | Buenos Aires        | Balcarce                            | 4115          | 43 823          |
| Banda                         | megye               | Santiago del Estero | La Banda                            | 3597          | 142 279         |
| Baradero                      | partido             | Buenos Aires        | Baradero                            | 1514          | 32 761          |
| Bariloche                     | megye               | Río Negro           | San Carlos de Bariloche             | 5415          | 133 500         |
| Belén                         | megye               | Catamarca           | Departamento Belén                  | 12 945        | 27 843          |
| Belgrano                      | megye               | San Luis            | Villa General Roca                  | 6626          | 3985            |
| Belgrano                      | megye               | Santa Fe            | Las Rosas                           | 2386          | 44 788          |
| Belgrano                      | megye               | Santiago del Estero | Bandera                             | 3314          | 9243            |
| Bella Vista                   | megye               | Corrientes          | Bella Vista                         | 1695          | 37 181          |
| Benito Juárez                 | partido             | Buenos Aires        | Benito Juárez                       | 5285          | 20 239          |
| Berazategui                   | partido             | Buenos Aires        | Berazategui                         | 217           | 324 244         |
| Berisso                       | partido             | Buenos Aires        | Berisso                             | 135           | 88 470          |
| Bermejo                       | megye               | Chaco               | La Leonesa                          | 2562          | 25 052          |
| Bermejo                       | megye               | Formosa             | Laguna Yema                         | 12 850        | 14 046          |
| Berón de Astrada              | megye               | Corrientes          | Berón de Astrada                    | 810           | 2461            |
| Biedma                        | megye               | Chubut              | Puerto Madryn                       | 12 940        | 82 883          |
| Bolívar                       | partido             | Buenos Aires        | San Carlos de Bolívar               | 5027          | 34 190          |
| Bragado                       | partido             | Buenos Aires        | Bragado                             | 2212          | 41 336          |
| Brandsen                      | partido             | Buenos Aires        | Brandsen                            | 1126          | 26 367          |
| Burruyacú                     | megye               | Tucumán             | Burruyacú                           | 3605          | 36 951          |
| Cachi                         | megye               | Salta               | Cachi                               | 2925          | 7315            |
| Cafayate                      | megye               | Salta               | Cafayate                            | 1570          | 14 850          |
| Cainguás                      | megye               | Misiones            | Campo Grande                        | 1608          | 53 403          |
| Calamuchita                   | megye               | Córdoba             | San Agustín                         | 4642          | 54 730          |
| Caleu Caleu                   | megye               | La Pampa            | La Adela                            | 9078          | 2313            |
| Calingasta                    | megye               | San Juan            | Tamberías                           | 22 589        | 8588            |
| Campana                       | partido             | Buenos Aires        | Campana                             | 955           | 94 461          |
| Candelaria                    | megye               | Misiones            | Candelaria                          | 875           | 27 040          |
| Cañuelas                      | partido             | Buenos Aires        | Cañuelas                            | 1190          | 51 892          |
| Capayán                       | megye               | Catamarca           | Huillapima                          | 4284          | 16 085          |
| Capital                       | megye               | Catamarca           | San Fernando del Valle de Catamarca | 684           | 159 703         |
| Capital                       | megye               | Córdoba             | Córdoba                             | 576           | 1 329 604       |
| Capital                       | megye               | Corrientes          | Corrientes                          | 500           | 358 223         |
| Capital                       | megye               | La Pampa            | Santa Rosa                          | 2525          | 105 312         |
| Capital                       | megye               | La Rioja            | La Rioja                            | 13 638        | 180 995         |
| Capital                       | megye               | Mendoza             | Mendoza                             | 54            | 115 041         |
| Capital                       | megye               | Misiones            | Posadas                             | 965           | 324 756         |
| Capital                       | megye               | Salta               | Salta                               | 1722          | 536 113         |
| Capital                       | megye               | San Juan            | San Juan                            | 30            | 109 123         |
| Capital                       | megye               | Santiago del Estero | Santiago del Estero                 | 2116          | 267 125         |
| Capital                       | megye               | Tucumán             | San Miguel de Tucumán               | 91            | 548 866         |
| Capitán Sarmiento             | partido             | Buenos Aires        | Capitán Sarmiento                   | 525           | 14 494          |
| Carlos Casares                | partido             | Buenos Aires        | Carlos Casares                      | 2520          | 22 237          |
| Carlos Tejedor                | partido             | Buenos Aires        | Carlos Tejedor                      | 3933          | 11 570          |
| Carmen de Areco               | partido             | Buenos Aires        | Carmen de Areco                     | 1080          | 14 692          |
| Caseros                       | megye               | Santa Fe            | Casilda                             | 3449          | 82 100          |
| Castellanos                   | megye               | Santa Fe            | Rafaela                             | 6600          | 178 092         |
| Castelli                      | partido             | Buenos Aires        | Castelli                            | 2063          | 8205            |
| Castro Barros                 | megye               | La Rioja            | Aminga                              | 1420          | 4268            |
| Catán Lil                     | megye               | Neuquén             | Las Coloradas                       | 5413          | 2155            |
| Catriló                       | megye               | La Pampa            | Catriló                             | 2555          | 7293            |
| Caucete                       | megye               | San Juan            | Caucete                             | 7502          | 38 343          |
| Cerrillos                     | megye               | Salta               | Cerrillos                           | 640           | 35 789          |
| Chacabuco                     | megye               | Chaco               | Charata                             | 1378          | 30 590          |
| Chacabuco                     | megye               | San Luis            | Concarán                            | 2651          | 20 744          |
| Chacabuco                     | partido             | Buenos Aires        | Chacabuco                           | 2278          | 48 703          |
| Chalileo                      | megye               | La Pampa            | Santa Isabel                        | 8917          | 2985            |
| Chamical                      | megye               | La Rioja            | Chamical                            | 5549          | 14 160          |
| Chapaleufú                    | megye               | La Pampa            | Intendente Alvear                   | 2570          | 11 620          |
| Chascomús                     | partido             | Buenos Aires        | Chascomús                           | 3452          | 42 277          |
| Chical Co                     | megye               | La Pampa            | Algarrobo del Águila                | 9117          | 1502            |
| Chicligasta                   | megye               | Tucumán             | Concepción                          | 1267          | 80 735          |
| Chicoana                      | megye               | Salta               | Chicoana                            | 910           | 20 710          |
| Chilecito                     | megye               | La Rioja            | Chilecito                           | 4846          | 49 432          |
| Chimbas                       | megye               | San Juan            | Villa Paula Albarracín de Sarmiento | 62            | 87 258          |
| Chivilcoy                     | partido             | Buenos Aires        | Chivilcoy                           | 2075          | 64 185          |
| Chos Malal                    | megye               | Neuquén             | Chos Malal                          | 4582          | 15 256          |
| Choya                         | megye               | Santiago del Estero | Frías                               | 6492          | 34 667          |
| Cochinoca                     | megye               | Jujuy               | Abra Pampa                          | 7837          | 12 656          |
| Collón Curá                   | megye               | Neuquén             | Piedra del Águila                   | 5768          | 4532            |
| Colón                         | megye               | Córdoba             | Jesús María                         | 2588          | 225 151         |
| Colón                         | megye               | Entre Ríos          | Colóm                               | 2890          | 62 160          |
| Colón                         | partido             | Buenos Aires        | Colón                               | 1022          | 24 890          |
| Comandante Fernández          | megye               | Chaco               | Presidencia Roque Sáenz Peña        | 1500          | 96 944          |
| Concepción                    | megye               | Corrientes          | Concepción                          | 5008          | 21 113          |
| Concepción                    | megye               | Misiones            | Concepción de la Sierra             | 726           | 9577            |
| Concordia                     | megye               | Entre Ríos          | Concordia                           | 3259          | 170 033         |
| Conesa                        | megye               | Río Negro           | General Conesa                      | 9765          | 7069            |
| Confluencia                   | megye               | Neuquén             | Neuquén                             | 7209          | 362 673         |
| Conhelo                       | megye               | La Pampa            | Eduardo Castex                      | 5052          | 14 077          |
| Constitución                  | megye               | Santa Fe            | Villa Constitución                  | 3225          | 86 910          |
| Copo                          | megye               | Santiago del Estero | Monte Quemado                       | 12 604        | 31 404          |
| Coronel Dorrego               | partido             | Buenos Aires        | Coronel Dorrego                     | 5818          | 15 825          |
| Coronel Felipe Varela         | megye               | La Rioja            | Villa Unión                         | 9184          | 9648            |
| Coronel Pringles              | megye               | San Luis            | La Toma                             | 4484          | 13 157          |
| Coronel Pringles              | partido             | Buenos Aires        | Coronel Pringles                    | 5257          | 22 933          |
| Coronel Rosales               | partido             | Buenos Aires        | Punta Alta                          | 1312          | 62 152          |
| Coronel Suárez                | partido             | Buenos Aires        | Coronel Suárez                      | 5985          | 38 320          |
| Corpen Aike                   | megye               | Santa Cruz          | Puerto Santa Cruz                   | 26 350        | 11 093          |
| Cruz Alta                     | megye               | Tucumán             | Banda del Río Salí                  | 1255          | 180 499         |
| Cruz del Eje                  | megye               | Córdoba             | Cruz del Eje                        | 6653          | 58 759          |
| Curacó                        | megye               | La Pampa            | Puelches                            | 13 125        | 1040            |
| Curuzú Cuatiá                 | megye               | Corrientes          | Curuzú Cuatiá                       | 8911          | 44 384          |
| Cushamen                      | megye               | Chubut              | Leleque                             | 16 250        | 20 919          |
| Daireaux                      | partido             | Buenos Aires        | Daireaux                            | 3820          | 16 889          |
| Deseado                       | megye               | Santa Cruz          | Puerto Deseado                      | 63 784        | 107 630         |
| Diamante                      | megye               | Entre Ríos          | Diamanta                            | 2774          | 46 361          |
| Doce de Octubre               | megye               | Chaco               | General Pinedo                      | 2576          | 22 281          |
| Doctor Manuel Belgrano        | megye               | Jujuy               | San Salvador de Jujuy               | 1917          | 265 249         |
| Dolores                       | partido             | Buenos Aires        | Dolores                             | 1973          | 27 042          |
| Dos de Abril                  | megye               | Chaco               | Hermoso Campo                       | 1594          | 7432            |
| El Alto                       | megye               | Catamarca           | El Alto                             | 2327          | 3570            |
| El Carmen                     | megye               | Jujuy               | El Carmen                           | 912           | 97 039          |
| El Cuy                        | megye               | Río Negro           | El Cuy                              | 22 475        | 5280            |
| Eldorado                      | megye               | Misiones            | Eldorado                            | 1960          | 78 221          |
| Empedrado                     | megye               | Corrientes          | Empedrado                           | 1937          | 15 109          |
| Ensenada                      | partido             | Buenos Aires        | Ensenada                            | 101           | 56 729          |
| Escalante                     | megye               | Chubut              | Comodoro Rivadavia                  | 14 015        | 186 583         |
| Escobar                       | partido             | Buenos Aires        | Belén de Escobar                    | 277           | 213 619         |
| Esquina                       | megye               | Corrientes          | Esquina                             | 3723          | 30 802          |
| Esteban Echeverría            | partido             | Buenos Aires        | Monte Grande                        | 120           | 300 959         |
| Exaltación de la Cruz         | partido             | Buenos Aires        | Capilla del Señor                   | 662           | 29 805          |
| Ezeiza                        | partido             | Buenos Aires        | Ezeiza                              | 223           | 163 722         |
| Famaillá                      | megye               | Tucumán             | Famaillá                            | 427           | 34 542          |
| Famatina                      | megye               | La Rioja            | Famatina                            | 6371          | 5863            |
| Federación                    | megye               | Entre Ríos          | Federación                          | 3760          | 68 736          |
| Federal                       | megye               | Entre Ríos          | Federal                             | 5060          | 25 863          |
| Feliciano                     | megye               | Entre Ríos          | San José de Feliciano               | 3143          | 15 079          |
| Figueroa                      | megye               | Santiago del Estero | La Cañada                           | 6695          | 17 820          |
| Florencio Varela              | partido             | Buenos Aires        | San Juan Bautista                   | 190           | 426 005         |
| Florentino Ameghino           | megye               | Chubut              | Camarones                           | 16 088        | 1627            |
| Florentino Ameghino           | partido             | Buenos Aires        | Florentino Ameghino                 | 1824          | 8869            |
| Formosa                       | megye               | Formosa             | Formosa                             | 6195          | 234 354         |
| Fray Justo Santa María de Oro | megye               | Chaco               | Santa Sylvina                       | 2205          | 11 826          |
| Fray Mamerto Esquiú           | megye               | Catamarca           | San José de Piedra Blanca           | 280           | 11 896          |
| Futaleufú                     | megye               | Chubut              | Esquel                              | 9435          | 43 076          |
| Gaiman                        | megye               | Chubut              | Gaiman                              | 11 076        | 11 141          |
| Garay                         | megye               | Santa Fe            | Helvecia                            | 3964          | 20 890          |
| Gastre                        | megye               | Chubut              | Gastre                              | 16 335        | 1427            |
| General Alvarado              | partido             | Buenos Aires        | Miramar                             | 1599          | 39 594          |
| General Alvear                | megye               | Corrientes          | Alvear                              | 1954          | 7926            |
| General Alvear                | megye               | Mendoza             | General Alvear                      | 14 448        | 46 429          |
| General Alvear                | partido             | Buenos Aires        | General Alvear                      | 3432          | 11 130          |
| General Ángel V. Peñaloza     | megye               | La Rioja            | Tama                                | 3106          | 3073            |
| General Arenales              | partido             | Buenos Aires        | General Arenales                    | 1522          | 14 903          |
| General Belgrano              | megye               | Chaco               | Corzuela                            | 1218          | 11 988          |
| General Belgrano              | megye               | La Rioja            | Olta                                | 2556          | 7370            |
| General Belgrano              | partido             | Buenos Aires        | General Belgrano                    | 1843          | 17 365          |
| General Donovan               | megye               | Chaco               | Makallé                             | 1487          | 13 490          |
| General Guido                 | partido             | Buenos Aires        | General Guido                       | 2814          | 2816            |
| General Güemes                | megye               | Chaco               | Juan José Castelli                  | 25 487        | 67 132          |
| General Güemes                | megye               | Salta               | General Güemes                      | 2365          | 47 226          |
| General José de San Martín    | megye               | Salta               | Tartagal                            | 16 257        | 156 910         |
| General Juan Facundo Quiroga  | megye               | La Rioja            | Malanzán                            | 2585          | 4108            |
| General La Madrid             | partido             | Buenos Aires        | General La Madrid                   | 4811          | 10 783          |
| General Lamadrid              | megye               | La Rioja            | Villa Castelli                      | 6179          | 1734            |
| General Las Heras             | partido             | Buenos Aires        | General Las Heras                   | 760           | 14 889          |
| General Lavalle               | partido             | Buenos Aires        | General Lavalle                     | 2875          | 3700            |
| General López                 | megye               | Santa Fe            | Melincué                            | 11 558        | 191 024         |
| General Madariaga             | partido             | Buenos Aires        | General Juan Madariaga              | 2862          | 19 747          |
| General Manuel Belgrano       | megye               | Misiones            | Bernardo de Irigoyen                | 3275          | 42 902          |
| General Obligado              | megye               | Santa Fe            | Reconquista                         | 10 928        | 176 410         |
| General Ocampo                | megye               | La Rioja            | Villa Santa Rita de Catuna          | 2135          | 7145            |
| General Paz                   | megye               | Corrientes          | Caá Catí                            | 1954          | 14 836          |
| General Paz                   | partido             | Buenos Aires        | Ranchos                             | 1197          | 11 202          |
| General Pedernera             | megye               | San Luis            | Villa Mercedes                      | 15 057        | 125 899         |
| General Pinto                 | partido             | Buenos Aires        | General Pinto                       | 2540          | 11 261          |
| General Pueyrredón            | partido             | Buenos Aires        | Mar del Plata                       | 1460          | 618 989         |
| General Roca                  | megye               | Córdoba             | Villa Huidobro                      | 12 659        | 35 645          |
| General Roca                  | megye               | Río Negro           | General Roca                        | 14 655        | 320 921         |
| General Rodríguez             | partido             | Buenos Aires        | General Rodríguez                   | 360           | 87 185          |
| General San Martín            | megye               | Córdoba             | Villa María                         | 5006          | 127 454         |
| General San Martín            | megye               | La Rioja            | Ulapes                              | 5034          | 4944            |
| General San Martín            | partido             | Buenos Aires        | San Martín                          | 56            | 414 196         |
| General Taboada               | megye               | Santiago del Estero | Añatuya                             | 6040          | 38 105          |
| General Viamonte              | partido             | Buenos Aires        | Los Toldos                          | 2150          | 18 078          |
| General Villegas              | partido             | Buenos Aires        | General Villegas                    | 7232          | 30 864          |
| Gobernador Dupuy              | megye               | San Luis            | Buena Esperanza                     | 19 632        | 11 779          |
| Godoy Cruz                    | megye               | Mendoza             | Godoy Cruz                          | 75            | 191 903         |
| Goya                          | megye               | Corrientes          | Goya                                | 4678          | 89 959          |
| Graneros                      | megye               | Tucumán             | Graneros                            | 1678          | 13 551          |
| Guachipas                     | megye               | Salta               | Guachipas                           | 2785          | 3187            |
| Gualeguay                     | megye               | Entre Ríos          | Gualeguay                           | 7178          | 51 883          |
| Gualeguaychú                  | megye               | Entre Ríos          | Gualeguaychú                        | 7086          | 109 461         |
| Guaminí                       | partido             | Buenos Aires        | Guaminí                             | 4840          | 11 826          |
| Guaraní                       | megye               | Misiones            | El Soberbio                         | 3314          | 67 897          |
| Guasayán                      | megye               | Santiago del Estero | San Pedro de Guasayán               | 2588          | 7602            |
| Guatraché                     | megye               | La Pampa            | Guatraché                           | 3525          | 8831            |
| Guaymallén                    | megye               | Mendoza             | Villa Nueva                         | 164           | 283 803         |
| Güer Aike                     | megye               | Santa Cruz          | Río Gallegos                        | 33 841        | 113 267         |
| Hipólito Yrigoyen             | partido             | Buenos Aires        | Henderson                           | 1663          | 9585            |
| Hucal                         | megye               | La Pampa            | Bernasconi                          | 6047          | 7540            |
| Huiliches                     | megye               | Neuquén             | Junín de los Andes                  | 4038          | 14 725          |
| Humahuaca                     | megye               | Jujuy               | Humahuaca                           | 3792          | 17 366          |
| Hurlingham                    | partido             | Buenos Aires        | Hurlingham                          | 35            | 181 241         |
| Iglesia                       | megye               | San Juan            | Rodeo                               | 19 801        | 9099            |
| Iguazú                        | megye               | Misiones            | Puerto Esperanza                    | 2769          | 82 227          |
| Independencia                 | megye               | Chaco               | Campo Largo                         | 1871          | 22 411          |
| Independencia                 | megye               | La Rioja            | Patquía                             | 7120          | 2427            |
| Iriondo                       | megye               | Santa Fe            | Cañada de Gómez                     | 3184          | 66 675          |
| Iruya                         | megye               | Salta               | Iruya                               | 3515          | 5987            |
| Ischilín                      | megye               | Córdoba             | Deán Funes                          | 5123          | 31 312          |
| Islas del Atlántico Sur       | megye               | Tűzföld             | -                                   | 16 955        | 17              |
| Islas del Ibicuy              | megye               | Entre Ríos          | Villa Paranacito                    | 4500          | 12 077          |
| Itatí                         | megye               | Corrientes          | Itatí                               | 870           | 9171            |
| Ituzaingó                     | megye               | Corrientes          | Ituzaingó                           | 8613          | 31 150          |
| Ituzaingó                     | partido             | Buenos Aires        | Ituzaingó                           | 38            | 167 824         |
| Jáchal                        | megye               | San Juan            | San José de Jáchal                  | 14 749        | 21 730          |
| Jiménez                       | megye               | Santiago del Estero | Pozo Hondo                          | 4832          | 14 352          |
| José C. Paz                   | partido             | Buenos Aires        | José C. Paz                         | 50            | 265 981         |
| Juan Bautista Alberdi         | megye               | Tucumán             | Juan Bautista Alberdi               | 730           | 30 237          |
| Juan Felipe Ibarra            | megye               | Santiago del Estero | Suncho Corral                       | 9139          | 18 051          |
| Juan Martín de Pueyrredón     | megye               | San Luis            | San Luis                            | 13 120        | 204 019         |
| Juárez Celman                 | megye               | Córdoba             | La Carlota                          | 8902          | 61 078          |
| Junín                         | megye               | Mendoza             | Junín                               | 263           | 37 859          |
| Junín                         | megye               | San Luis            | Santa Rosa del Conlara              | 2476          | 28 933          |
| Junín                         | partido             | Buenos Aires        | Junín                               | 2263          | 90 305          |
| La Caldera                    | megye               | Salta               | La Caldera                          | 867           | 7763            |
| La Candelaria                 | megye               | Salta               | La Candelaria                       | 1525          | 5704            |
| La Capital                    | megye               | Santa Fe            | Santa Fe                            | 3055          | 525 093         |
| La Cocha                      | megye               | Tucumán             | La Cocha                            | 917           | 19 002          |
| La Costa                      | partido             | Buenos Aires        | Mar del Tuyú                        | 226           | 69 633          |
| La Matanza                    | partido             | Buenos Aires        | San Justo                           | 325           | 1 775 816       |
| La Paz                        | megye               | Catamarca           | Recreo                              | 8149          | 22 638          |
| La Paz                        | megye               | Entre Ríos          | La Paz                              | 6500          | 66 903          |
| La Paz                        | megye               | Mendoza             | La Paz                              | 7105          | 10 012          |
| La Plata                      | partido             | Buenos Aires        | La Plata                            | 926           | 654 324         |
| La Poma                       | megye               | Salta               | La Poma                             | 4447          | 1738            |
| La Viña                       | megye               | Salta               | La Viña                             | 2152          | 7435            |
| Lácar                         | megye               | Neuquén             | San Martín de los Andes             | 4978          | 29 748          |
| Lago Argentino                | megye               | Santa Cruz          | El Calafate                         | 37 292        | 18 864          |
| Lago Buenos Aires             | megye               | Santa Cruz          | Perito Moreno                       | 28 609        | 8750            |
| Laishi                        | megye               | Formosa             | San Francisco de Laishi             | 3480          | 17 063          |
| Languiñeo                     | megye               | Chubut              | Tecka                               | 15 339        | 3085            |
| Lanús                         | partido             | Buenos Aires        | Lanús                               | 48            | 459 263         |
| Laprida                       | partido             | Buenos Aires        | Laprida                             | 3340          | 10 210          |
| Las Colonias                  | megye               | Santa Fe            | Esperanza                           | 6439          | 104 946         |
| Las Flores                    | partido             | Buenos Aires        | Las Flores                          | 3340          | 23 871          |
| Las Heras                     | megye               | Mendoza             | Las Heras                           | 8955          | 203 666         |
| Lavalle                       | megye               | Corrientes          | Santa Lucía                         | 1480          | 28 759          |
| Lavalle                       | megye               | Mendoza             | Villa Tulumaya                      | 10 212        | 36 738          |
| Leales                        | megye               | Tucumán             | Bella Vista                         | 2027          | 54 949          |
| Leandro N. Alem               | megye               | Misiones            | Leandro N. Alem                     | 1185          | 45 075          |
| Leandro N. Alem               | partido             | Buenos Aires        | Vedia                               | 1603          | 16 799          |
| Ledesma                       | megye               | Jujuy               | Libertador General San Martín       | 3249          | 81 790          |
| Lezama                        | partido             | Buenos Aires        | Lezama                              | 1102          | ?               |
| Libertad                      | megye               | Chaco               | Puerto Tirol                        | 1088          | 12 158          |
| Libertador General San Martín | megye               | Chaco               | General José de San Martín          | 7800          | 59 147          |
| Libertador General San Martín | megye               | Misiones            | Puerto Rico                         | 1524          | 46 561          |
| Libertador General San Martín | megye               | San Luis            | San Martín                          | 3021          | 4707            |
| Lihuel Calel                  | megye               | La Pampa            | Cuchillo-Có                         | 12 460        | 439             |
| Limay Mahuida                 | megye               | La Pampa            | Limay Mahuida                       | 9985          | 503             |
| Lincoln                       | partido             | Buenos Aires        | Lincoln                             | 5782          | 41 808          |
| Lobería                       | partido             | Buenos Aires        | Lobería                             | 4755          | 17 523          |
| Lobos                         | partido             | Buenos Aires        | Lobos                               | 1725          | 36 172          |
| Lomas de Zamora               | partido             | Buenos Aires        | Lomas de Zamora                     | 89            | 616 279         |
| Loncopué                      | megye               | Neuquén             | Loncopué                            | 5500          | 6925            |
| Loreto                        | megye               | Santiago del Estero | Loreto                              | 3337          | 20 036          |
| Los Andes                     | megye               | Salta               | San Antonio de los Cobres           | 25 636        | 6050            |
| Los Lagos                     | megye               | Neuquén             | Villa La Angostura                  | 4203          | 11 998          |
| Loventué                      | megye               | La Pampa            | Victorica                           | 9235          | 8619            |
| Luján                         | partido             | Buenos Aires        | Luján                               | 800           | 106 273         |
| Luján de Cuyo                 | megye               | Mendoza             | Luján de Cuyo                       | 4847          | 119 888         |
| Lules                         | megye               | Tucumán             | Lules                               | 540           | 68 474          |
| Magallanes                    | megye               | Santa Cruz          | Puerto San Julián                   | 19 805        | 9202            |
| Magdalena                     | partido             | Buenos Aires        | Magdalena                           | 1785          | 19 301          |
| Maipú                         | megye               | Chaco               | Tres Isletas                        | 2855          | 25 288          |
| Maipú                         | megye               | Mendoza             | Maipú                               | 617           | 172 332         |
| Maipú                         | partido             | Buenos Aires        | Maipú                               | 2640          | 10 188          |
| Malargüe                      | megye               | Mendoza             | Malargüe                            | 41 317        | 27 660          |
| Malvinas Argentinas           | partido             | Buenos Aires        | Los Polvorines                      | 63            | 322 375         |
| Mar Chiquita                  | partido             | Buenos Aires        | Coronel Vidal                       | 3097          | 21 279          |
| Maracó                        | megye               | La Pampa            | General Pico                        | 2555          | 59 024          |
| Marcos Juárez                 | megye               | Córdoba             | Marcos Juárez                       | 9490          | 104 205         |
| Marcos Paz                    | partido             | Buenos Aires        | Marcos Paz                          | 470           | 54 181          |
| Mártires                      | megye               | Chubut              | Las Plumas                          | 15 445        | 778             |
| Matacos                       | megye               | Formosa             | Ingeniero Juárez                    | 4431          | 14 375          |
| Mayor Luis Jorge Fontana      | megye               | Chaco               | Villa Ángela                        | 3708          | 55 080          |
| Mburucuyá                     | megye               | Corrientes          | Mburucuyá                           | 957           | 9252            |
| Mercedes                      | megye               | Corrientes          | Mercedes                            | 9588          | 40 667          |
| Mercedes                      | partido             | Buenos Aires        | Mercedes                            | 1050          | 63 284          |
| Merlo                         | partido             | Buenos Aires        | Merlo                               | 170           | 528 494         |
| Metán                         | megye               | Salta               | San José de Metán                   | 5235          | 40 351          |
| Minas                         | megye               | Córdoba             | San Carlos Minas                    | 3730          | 4727            |
| Minas                         | megye               | Neuquén             | Andacollo                           | 6055          | 7234            |
| Mitre                         | megye               | Santiago del Estero | Villa Unión                         | 3667          | 1890            |
| Molinos                       | megye               | Salta               | Molinos                             | 3600          | 5652            |
| Monte                         | partido             | Buenos Aires        | Monte                               | 1847          | 21 034          |
| Monte Caseros                 | megye               | Corrientes          | Monte Caseros                       | 2287          | 36 338          |
| Monte Hermoso                 | partido             | Buenos Aires        | Monte Hermoso                       | 209           | 6499            |
| Montecarlo                    | megye               | Misiones            | Montecarlo                          | 1723          | 36 745          |
| Monteros                      | megye               | Tucumán             | Monteros                            | 1169          | 63 641          |
| Moreno                        | megye               | Santiago del Estero | Quimilí                             | 16 127        | 32 130          |
| Moreno                        | partido             | Buenos Aires        | Moreno                              | 186           | 452 505         |
| Morón                         | partido             | Buenos Aires        | Morón                               | 55            | 321 109         |
| Navarro                       | partido             | Buenos Aires        | Navarro                             | 1630          | 17 054          |
| Necochea                      | partido             | Buenos Aires        | Necochea                            | 4455          | 92 933          |
| Nogoyá                        | megye               | Entre Ríos          | Nogoyá                              | 4282          | 39 026          |
| Ñorquín                       | megye               | Neuquén             | El Huecú                            | 5560          | 4692            |
| Ñorquincó                     | megye               | Río Negro           | Ñorquincó                           | 8413          | 1736            |
| Nueve de Julio                | megye               | Chaco               | Las Breñas                          | 2097          | 28 555          |
| Nueve de Julio                | megye               | Santa Fe            | Tostado                             | 16 870        | 29 832          |
| Nueve de Julio                | megye               | Río Negro           | Sierra Colorada                     | 25 597        | 3475            |
| Nueve de Julio                | megye               | San Juan            | 9 de Julio                          | 185           | 9307            |
| Nueve de Julio                | partido             | Buenos Aires        | Nueve de Julio                      | 4284          | 47 722          |
| Oberá                         | megye               | Misiones            | Oberá                               | 1620          | 107 501         |
| O'Higgins                     | megye               | Chaco               | San Bernardo                        | 1580          | 20 131          |
| Ojo de Agua                   | megye               | Santiago del Estero | Villa Ojo de Agua                   | 6269          | 14 008          |
| Olavarría                     | partido             | Buenos Aires        | Olavarría                           | 7715          | 111 708         |
| Orán                          | megye               | Salta               | San Ramón de la Nueva Orán          | 11 892        | 138 838         |
| Paclín                        | megye               | Catamarca           | La Merced                           | 985           | 4185            |
| Palpalá                       | megye               | Jujuy               | Palpalá                             | 467           | 52 631          |
| Paraná                        | megye               | Entre Ríos          | Paraná                              | 4974          | 339 930         |
| Paso de Indios                | megye               | Chubut              | Paso de Indios                      | 22 300        | 1867            |
| Paso de los Libres            | megye               | Corrientes          | Paso de los Libres                  | 4700          | 48 642          |
| Patagones                     | partido             | Buenos Aires        | Carmen de Patagones                 | 13 600        | 30 207          |
| Patiño                        | megye               | Formosa             | Comandante Fontana                  | 24 502        | 68 581          |
| Pehuajó                       | partido             | Buenos Aires        | Pehuajó                             | 4531          | 39 776          |
| Pehuenches                    | megye               | Neuquén             | Buta Ranquil                        | 8363          | 24 087          |
| Pellegrini                    | megye               | Santiago del Estero | Nueva Esperanza                     | 7330          | 20 514          |
| Pellegrini                    | partido             | Buenos Aires        | Pellegrini                          | 1820          | 5887            |
| Pergamino                     | partido             | Buenos Aires        | Pergamino                           | 2991          | 104 590         |
| Pichi Mahuida                 | megye               | Río Negro           | Río Colorado                        | 14 026        | 14 107          |
| Picún Leufú                   | megye               | Neuquén             | Picún Leufú                         | 4596          | 4578            |
| Picunches                     | megye               | Neuquén             | Las Lajas                           | 5980          | 7022            |
| Pila                          | partido             | Buenos Aires        | Pila                                | 3453          | 3640            |
| Pilagás                       | megye               | Formosa             | El Espinillo                        | 3041          | 18 399          |
| Pilar                         | partido             | Buenos Aires        | Pilar                               | 352           | 299 077         |
| Pilcaniyeu                    | megye               | Río Negro           | Pilcaniyeu                          | 10 545        | 7428            |
| Pilcomayo                     | megye               | Formosa             | Clorinda                            | 5342          | 85 024          |
| Pinamar                       | partido             | Buenos Aires        | Pinamar                             | 63            | 25 728          |
| Pirané                        | megye               | Formosa             | Pirané                              | 8425          | 64 566          |
| Pocho                         | megye               | Córdoba             | Salsacate                           | 3207          | 5380            |
| Pocito                        | megye               | San Juan            | Villa Aberastain                    | 515           | 53 162          |
| Pomán                         | megye               | Catamarca           | Saujil                              | 4589          | 10 776          |
| Presidencia de la Plaza       | megye               | Chaco               | Presidencia de la Plaza             | 2284          | 12 499          |
| Presidente Perón              | partido             | Buenos Aires        | Guernica                            | 121           | 81 141          |
| Presidente Roque Sáenz Peña   | megye               | Córdoba             | Laboulaye                           | 8228          | 36 282          |
| Primero de Mayo               | megye               | Chaco               | Margarita Belén                     | 1864          | 10 322          |
| Puan                          | partido             | Buenos Aires        | Puan                                | 6385          | 15 743          |
| Puelén                        | megye               | La Pampa            | 25 de Mayo                          | 13 160        | 9468            |
| Punilla                       | megye               | Córdoba             | Cosquín                             | 2592          | 178 401         |
| Punta Indio                   | partido             | Buenos Aires        | Verónica                            | 1610          | 9888            |
| Quebrachos                    | megye               | Santiago del Estero | Sumampa                             | 3507          | 10 568          |
| Quemú Quemú                   | megye               | La Pampa            | Quemú Quemú                         | 2557          | 8663            |
| Quilmes                       | partido             | Buenos Aires        | Quilmes                             | 125           | 582 943         |
| Quitilipi                     | megye               | Chaco               | Quitilipi                           | 1545          | 34 081          |
| Ramallo                       | partido             | Buenos Aires        | Ramallo                             | 1040          | 33 042          |
| Ramón Lista                   | megye               | Formosa             | General Mosconi                     | 3800          | 13 754          |
| Rancul                        | megye               | La Pampa            | Parera                              | 4933          | 10 668          |
| Rauch                         | partido             | Buenos Aires        | Rauch                               | 4316          | 15 176          |
| Rawson                        | megye               | Chubut              | Rawson                              | 3922          | 131 313         |
| Rawson                        | megye               | San Juan            | Villa Krause                        | 300           | 114 368         |
| Realicó                       | megye               | La Pampa            | Realicó                             | 2450          | 16 227          |
| Rinconada                     | megye               | Jujuy               | Rinconada                           | 6407          | 2488            |
| Río Chico                     | megye               | Santa Cruz          | Gobernador Gregores                 | 34 262        | 5158            |
| Río Chico                     | megye               | Tucumán             | Aguilares                           | 585           | 56 847          |
| Río Cuarto                    | megye               | Córdoba             | Río Cuarto                          | 18 394        | 246 393         |
| Río Grande                    | megye               | Tűzföld             | Río Grande                          | 12 181        | 70 042          |
| Río Hondo                     | megye               | Santiago del Estero | Termas de Río Hondo                 | 2124          | 54 867          |
| Río Primero                   | megye               | Córdoba             | Santa Rosa de Río Primero           | 6753          | 46 675          |
| Río Seco                      | megye               | Córdoba             | Villa de María                      | 6754          | 13 242          |
| Río Segundo                   | megye               | Córdoba             | Villa del Rosario                   | 4970          | 103 718         |
| Río Senguer                   | megye               | Chubut              | Alto Río Senguer                    | 22 335        | 5979            |
| Rivadavia                     | megye               | Mendoza             | Rivadavia                           | 2141          | 56 373          |
| Rivadavia                     | megye               | Salta               | Rivadavia                           | 25 951        | 30 357          |
| Rivadavia                     | megye               | San Juan            | Rivadavia                           | 175           | 82 641          |
| Rivadavia                     | megye               | Santiago del Estero | Selva                               | 3402          | 5015            |
| Rivadavia                     | partido             | Buenos Aires        | América                             | 3940          | 17 143          |
| Robles                        | megye               | Santiago del Estero | Fernández                           | 1424          | 44 415          |
| Rojas                         | partido             | Buenos Aires        | Rojas                               | 2050          | 23 432          |
| Roque Pérez                   | partido             | Buenos Aires        | Roque Pérez                         | 1600          | 12 513          |
| Rosario                       | megye               | Santa Fe            | Rosario                             | 1890          | 1 193 605       |
| Rosario de la Frontera        | megye               | Salta               | Rosario de la Frontera              | 5402          | 28 993          |
| Rosario de Lerma              | megye               | Salta               | Rosario de Lerma                    | 5110          | 38 702          |
| Rosario Vera Peñaloza         | megye               | La Rioja            | Chepes                              | 6114          | 14 054          |
| Saavedra                      | partido             | Buenos Aires        | Pigüé                               | 3500          | 20 749          |
| Saladas                       | megye               | Corrientes          | Saladas                             | 1907          | 22 244          |
| Saladillo                     | partido             | Buenos Aires        | Saladillo                           | 2736          | 32 103          |
| Salavina                      | megye               | Santiago del Estero | Los Telares                         | 3562          | 11 217          |
| Salliqueló                    | partido             | Buenos Aires        | Salliqueló                          | 797           | 8644            |
| Salto                         | partido             | Buenos Aires        | Salto                               | 1630          | 32 653          |
| San Alberto                   | megye               | Córdoba             | Villa Cura Brochero                 | 3327          | 37 004          |
| San Andrés de Giles           | partido             | Buenos Aires        | San Andrés de Giles                 | 1132          | 23 027          |
| San Antonio                   | megye               | Jujuy               | San Antonio                         | 690           | 4466            |
| San Antonio                   | megye               | Río Negro           | San Antonio Oeste                   | 14 015        | 29 284          |
| San Antonio de Areco          | partido             | Buenos Aires        | San Antonio de Areco                | 857           | 23 138          |
| San Blas de los Sauces        | megye               | La Rioja            | San Blas                            | 1590          | 3927            |
| San Carlos                    | megye               | Mendoza             | Villa San Carlos                    | 11 578        | 32 631          |
| San Carlos                    | megye               | Salta               | San Carlos                          | 5125          | 7016            |
| San Cayetano                  | partido             | Buenos Aires        | San Cayetano                        | 2757          | 8399            |
| San Cosme                     | megye               | Corrientes          | San Cosme                           | 591           | 14 381          |
| San Cristóbal                 | megye               | Santa Fe            | San Cristóbal                       | 14 850        | 68 878          |
| San Fernando                  | megye               | Chaco               | Resistencia                         | 3489          | 390 874         |
| San Fernando                  | partido             | Buenos Aires        | San Fernando                        | 924           | 163 240         |
| San Ignacio                   | megye               | Misiones            | San Ignacio                         | 1607          | 57 728          |
| San Isidro                    | partido             | Buenos Aires        | San Isidro                          | 51            | 292 878         |
| San Javier                    | megye               | Córdoba             | Villa Dolores                       | 1652          | 53 520          |
| San Javier                    | megye               | Misiones            | San Javier                          | 536           | 20 906          |
| San Javier                    | megye               | Santa Fe            | San Javier                          | 6929          | 30 959          |
| San Jerónimo                  | megye               | Santa Fe            | Coronda                             | 4282          | 80 840          |
| San Justo                     | megye               | Córdoba             | San Francisco                       | 13 677        | 206 307         |
| San Justo                     | megye               | Santa Fe            | San Justo                           | 5575          | 40 904          |
| San Lorenzo                   | megye               | Chaco               | Villa Berthet                       | 2135          | 14 702          |
| San Lorenzo                   | megye               | Santa Fe            | San Lorenzo                         | 1867          | 157 255         |
| San Luis del Palmar           | megye               | Corrientes          | San Luis del Palmar                 | 2385          | 17 590          |
| San Martín                    | megye               | Corrientes          | La Cruz                             | 6385          | 13 140          |
| San Martín                    | megye               | Mendoza             | San Martín                          | 1504          | 118 220         |
| San Martín                    | megye               | San Juan            | San Martín                          | 435           | 11 115          |
| San Martín                    | megye               | Santa Fe            | Sastre                              | 4860          | 63 842          |
| San Martín                    | megye               | Santiago del Estero | Brea Pozo                           | 2097          | 9831            |
| San Miguel                    | megye               | Corrientes          | San Miguel                          | 2863          | 10 572          |
| San Miguel                    | partido             | Buenos Aires        | San Miguel                          | 82            | 276 190         |
| San Nicolás                   | partido             | Buenos Aires        | San Nicolás de los Arroyos          | 680           | 145 857         |
| San Pedro                     | megye               | Jujuy               | San Pedro de Jujuy                  | 2150          | 75 037          |
| San Pedro                     | megye               | Misiones            | San Pedro                           | 3407          | 31 051          |
| San Pedro                     | partido             | Buenos Aires        | San Pedro                           | 1322          | 59 036          |
| San Rafael                    | megye               | Mendoza             | San Rafael                          | 31 235        | 188 018         |
| San Roque                     | megye               | Corrientes          | San Roque                           | 2243          | 18 366          |
| San Salvador                  | megye               | Entre Ríos          | San Salvador                        | 1282          | 17 357          |
| San Vicente                   | partido             | Buenos Aires        | San Vicente                         | 666           | 59 478          |
| Sanagasta                     | megye               | La Rioja            | Villa Sanagasta                     | 1711          | 2345            |
| Santa Bárbara                 | megye               | Jujuy               | Santa Clara                         | 4448          | 17 730          |
| Santa Catalina                | megye               | Jujuy               | Santa Catalina                      | 2960          | 2800            |
| Santa Lucía                   | megye               | San Juan            | Santa Lucía                         | 45            | 48 087          |
| Santa María                   | megye               | Catamarca           | Santa María                         | 5740          | 22 548          |
| Santa María                   | megye               | Córdoba             | Alta Gracia                         | 3427          | 98 188          |
| Santa Rosa                    | megye               | Mendoza             | Santa Rosa                          | 8510          | 16 374          |
| Santa Rosa                    | megye               | Catamarca           | Bañado de Ovanta                    | 1424          | 12 034          |
| Santa Victoria                | megye               | Salta               | Santa Victoria Oeste                | 3912          | 10 344          |
| Santo Tomé                    | megye               | Corrientes          | Santo Tomé                          | 7359          | 61 297          |
| Sargento Cabral               | megye               | Chaco               | Colonia Elisa                       | 1651          | 15 889          |
| Sarmiento                     | megye               | Chubut              | Sarmiento                           | 14 563        | 11 396          |
| Sarmiento                     | megye               | San Juan            | Media Agua                          | 2782          | 22 131          |
| Sarmiento                     | megye               | Santiago del Estero | Garza                               | 1549          | 4607            |
| Sauce                         | megye               | Corrientes          | Sauce                               | 1760          | 9032            |
| Silípica                      | megye               | Santiago del Estero | Árraga                              | 1179          | 7712            |
| Simoca                        | megye               | Tucumán             | Simoca                              | 1261          | 30 876          |
| Sobremonte                    | megye               | Córdoba             | San Francisco del Chañar            | 3307          | 4591            |
| Suipacha                      | partido             | Buenos Aires        | Suipacha                            | 943           | 10 081          |
| Susques                       | megye               | Jujuy               | Susques                             | 9199          | 3791            |
| Tafí del Valle                | megye               | Tucumán             | Tafí del Valle                      | 2741          | 14 933          |
| Tafí Viejo                    | megye               | Tucumán             | Tafí Viejo                          | 1210          | 121 638         |
| Tala                          | megye               | Entre Ríos          | Rosario del Tala                    | 2663          | 25 665          |
| Tandil                        | partido             | Buenos Aires        | Tandil                              | 4935          | 123 871         |
| Tapalqué                      | partido             | Buenos Aires        | Tapalqué                            | 4172          | 9178            |
| Tapenagá                      | megye               | Chaco               | Charadai                            | 6025          | 4097            |
| Tehuelches                    | megye               | Chubut              | José de San Martín                  | 14 750        | 5390            |
| Telsen                        | megye               | Chubut              | Telsen                              | 19 893        | 1644            |
| Tercero Arriba                | megye               | Córdoba             | Oliva                               | 5187          | 109 554         |
| Tigre                         | partido             | Buenos Aires        | Tigre                               | 368           | 376 381         |
| Tilcara                       | megye               | Jujuy               | Tilcara                             | 1845          | 12 349          |
| Tinogasta                     | megye               | Catamarca           | Tinogasta                           | 23 852        | 22 360          |
| Toay                          | megye               | La Pampa            | Toay                                | 5092          | 12 409          |
| Tordillo                      | partido             | Buenos Aires        | General Conesa                      | 1330          | 1764            |
| Tornquist                     | partido             | Buenos Aires        | Tornquist                           | 4184          | 12 723          |
| Totoral                       | megye               | Córdoba             | Villa del Totoral                   | 3145          | 18 556          |
| Trancas                       | megye               | Tucumán             | Trancas                             | 2862          | 17 371          |
| Trenel                        | megye               | La Pampa            | Trenel                              | 1955          | 5426            |
| Trenque Lauquen               | partido             | Buenos Aires        | Trenque Lauquen                     | 5500          | 43 021          |
| Tres Arroyos                  | partido             | Buenos Aires        | Tres Arroyos                        | 5861          | 57 110          |
| Tres de Febrero               | partido             | Buenos Aires        | Caseros                             | 39            | 340 071         |
| Tres Lomas                    | partido             | Buenos Aires        | Tres Lomas                          | 1253          | 8700            |
| Tulumba                       | megye               | Córdoba             | Villa Tulumba                       | 10 164        | 12 673          |
| Tumbaya                       | megye               | Jujuy               | Tumbaya                             | 3442          | 4658            |
| Tunuyán                       | megye               | Mendoza             | Tunuyán                             | 3317          | 49 458          |
| Tupungato                     | megye               | Mendoza             | Tupungato                           | 2485          | 32 524          |
| Ullum                         | megye               | San Juan            | Villa Ibáñez                        | 4391          | 4886            |
| Unión                         | megye               | Córdoba             | Bell Ville                          | 11 182        | 105 727         |
| Uruguay                       | megye               | Entre Ríos          | Concepción del Uruguay              | 5855          | 100 728         |
| Ushuaia                       | megye               | Tűzföld             | Ushuaia                             | 9390          | 56 956          |
| Utracán                       | megye               | La Pampa            | General Acha                        | 12 967        | 14 839          |
| Valcheta                      | megye               | Río Negro           | Valcheta                            | 20 457        | 7101            |
| Valle Fértil                  | megye               | San Juan            | Villa San Agustín                   | 6419          | 7222            |
| Valle Grande                  | megye               | Jujuy               | Valle Grande                        | 962           | 2451            |
| Valle Viejo                   | megye               | Catamarca           | San Isidro                          | 540           | 27 242          |
| Veinticinco de Mayo           | megye               | Chaco               | Machagai                            | 2358          | 29 215          |
| Veinticinco de Mayo           | megye               | Misiones            | Alba Posse                          | 1639          | 27 754          |
| Veinticinco de Mayo           | megye               | Río Negro           | Maquinchao                          | 27 106        | 15 743          |
| Veinticinco de Mayo           | megye               | San Juan            | Santa Rosa                          | 4519          | 17 119          |
| Veinticinco de Mayo           | partido             | Buenos Aires        | Veinticinco de Mayo                 | 4769          | 35 842          |
| Vera                          | megye               | Santa Fe            | Vera                                | 21 096        | 51 494          |
| Vicente López                 | partido             | Buenos Aires        | Olivos                              | 33            | 269 420         |
| Victoria                      | megye               | Entre Ríos          | Victoria                            | 6822          | 35 767          |
| Villa Gesell                  | partido             | Buenos Aires        | Villa Gesell                        | 285           | 31 730          |
| Villaguay                     | megye               | Entre Ríos          | Villaguay                           | 6753          | 48 965          |
| Villarino                     | partido             | Buenos Aires        | Médanos                             | 11 400        | 31 014          |
| Vinchina                      | megye               | La Rioja            | Villa San José de Vinchina          | 10 334        | 2731            |
| Yavi                          | megye               | Jujuy               | La Quiaca                           | 2942          | 20 806          |
| Yerba Buena                   | megye               | Tucumán             | Yerba Buena                         | 160           | 75 076          |
| Zapala                        | megye               | Neuquén             | Zapala                              | 5386          | 36 549          |
| Zárate                        | partido             | Buenos Aires        | Zárate                              | 1202          | 114 269         |
| Zonda                         | megye               | San Juan            | Villa Basilio Nievas                | 2348          | 4863            |